# Dwarawati

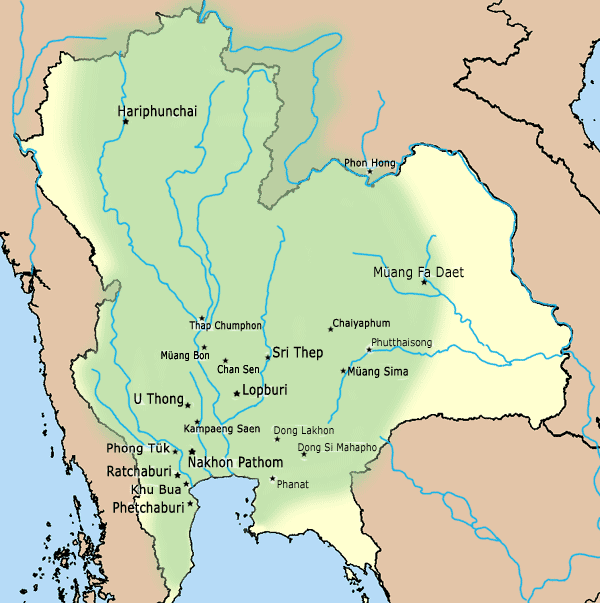
Zasięg królestwa Dwarawati

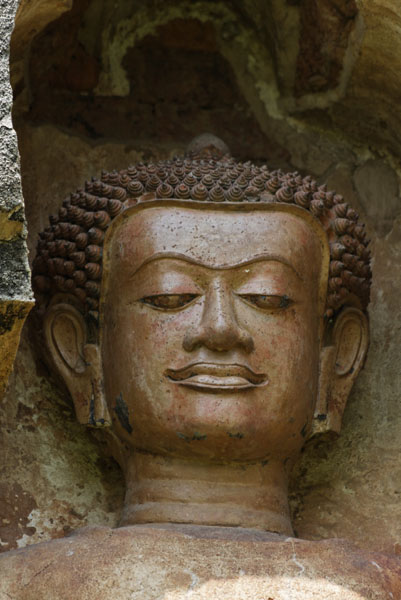
Głowa Buddy - sztuka Dwarawati

Dwarawati – królestwo mońskie, obejmujące większą część dzisiejszej Tajlandii (dorzecze Menamu), powstałe jako federacja miast-państw w VI wieku. Zaliczane jest do zhinduizowanych państw Azji południowo-wschodniej, które przyswoiły sobie kulturę Guptów. Z tego okresu zachowały się m.in. płaskorzeźby przedstawiające bóstwa panteonu hinduistycznego w jaskiniach w pobliżu Saraburi. W późniejszym okresie dominującą religią stał się buddyzm therawada. Dharawati przyczyniło się również w dużym stopniu do rozprzestrzenienia się sztuki i architektury buddyjskiej w Azji Południowo-Wschodniej. Królestwo zostało podbite na początku XI wieku przez khmerskiego króla Surjawarmana I.